# Бугурусланская операция
Бугурусланская операция (бугульминская операция) (28 апреля — 13 мая 1919) — боевая операция Восточного фронта РККА по захвату Бугульминского и Бугурусланского уездов Самарской губернии. Составная часть Контрнаступления Восточного фронта.
Была проведена войсками 1-й, Туркестанской и 5-й армиями Южной группы армий Восточного фронта РККА, непосредственным командующим которой был М. В. Фрунзе. 
Главный удар наносился из района Бузулука Туркестанской армией. Быстро продвигаясь по направлению главного удара, красные войска вышли на тылы Западной армии. Противник, почувствовав угрозу окружения. вынужден был прекратить контрнаступление и поспешно увёл войска Западной армии к Бугульме. 
4 мая был захвачен Бугуруслан, а 13 мая — Бугульма.

## В массовой культуре
События описываются в романе Алдан-Семёнова «Красные и белые».